# Hermann Mälzer
Hermann Mälzer (* 19. April 1925 in Ponitz; † 20. August 2018) war ein deutscher Geodät und von 1972 bis 1988 Professor für Geodäsie (ab 1972) sowie Geodynamik (ab 1979) an der Universität Karlsruhe.

## Leben und Wirken
Nach Schulbesuch in Crimmitschau und Vermessungstechnikerlehre studierte Mälzer ab Oktober 1948 Vermessungswesen an der Technischen Universität Berlin. Nach seinem Diplom (1953) wechselte er an das Geodätische Institut der (damaligen) Technischen Hochschule Karlsruhe. Dort arbeitete er als wissenschaftlicher Assistent und promovierte 1958. Zwischen 1957 und 1960 absolvierte er das Referendariat, welches er 1959 unterbrach, um an der Internationalen Glaziologischen Grönlandexpedition (EGIG) teilnehmen zu können. Zusammen mit Dietrich Möller führte er zwischen der West- und Ostküste Grönlands Nivellements durch, die Höhenänderungen des Inlandseises erfassten. Zurück am Geodätischen Institut wirkte Mälzer bis zu seiner Emeritierung am 30. September 1988 in verschiedenen Funktionen. 1963 organisierten Mälzer und Möller die 4. Internationale Polartagung in Karlsruhe. Von 1970 bis 1979 übernahm Mälzer vertretungsweise den Lehrstuhl Geodäsie II von Heinz Draheim, der als Rektor der TH diese Funktion ruhen ließ. Im August 1972 wurde er zum Professor ernannt und mit Aufbau und Leitung des neuen Geowissenschaftlichen Gemeinschaftsobservatoriums Schiltach (Black Forest Oberservatory, BFO) betraut. Seit 1979 hatte er eine Professur für Geodynamik inne. Neben den BFO-Tätigkeiten widmete sich Mälzer der Bestimmung aktueller Erdkrustenbewegungen. 1979 gab die Deutsche Geodätische Kommission (DGK) erstmals eine Karte heraus, die auf Präzisionsnivellements der (westdeutschen) Landesvermessungsbehörden fußte. Die von Mälzer organisierten Untersuchungen zu Höhenwertänderungen im Oberrheingraben, im Rheinischen Schild und in Südwestdeutschland wurden von 1976 bis 1981 von der Deutschen Forschungsgemeinschaft gefördert.
Mälzer war Mitglied in verschiedenen nationalen und internationalen Organisationen, u. a. Vorsitzender des DGK-Arbeitskreises Rezente Höhenänderungen, Mitglied im Forschungskuratorium Physik der Erde, Vorstandsmitglied im International Center on Recent Crustal Movements (ICRCM) der International Association of Geodesy (IAG).
Aus der 1953 mit seiner Frau Gisela († 1999) geschlossenen Ehe gingen zwei Kinder hervor. Mälzer starb am 20. August 2018 und wurde am 27. August 2018 auf dem Hauptfriedhof Karlsruhe beigesetzt.

## Auszeichnungen
- Mescherikov-Medaille 1991[3]
- Orden der Eichenkrone 1994[3]

## Schriften
- Zur Ausgleichung von Nivellementsnetzen durch schrittweise Annäherung, Dissertation 1958, Verlag der Bayerischen Akademie der Wissenschaften, München 1959
- Höhenänderungen in der Nordschweiz und im Südschwarzwald bis zum Bodensee, Nagra, Technischer Bericht NTB 88-05, Baden/Schweiz 1988
- (Hrsg.) Berechnung von Höhenänderungen im Bayerischen Haupthöhennetz unter Verwendung unterschiedlicher Modelle, Verlag der Bayerischen Akademie der Wissenschaften, München 1990, ISBN 978-3-7696-8578-7